# Буда (эялет)

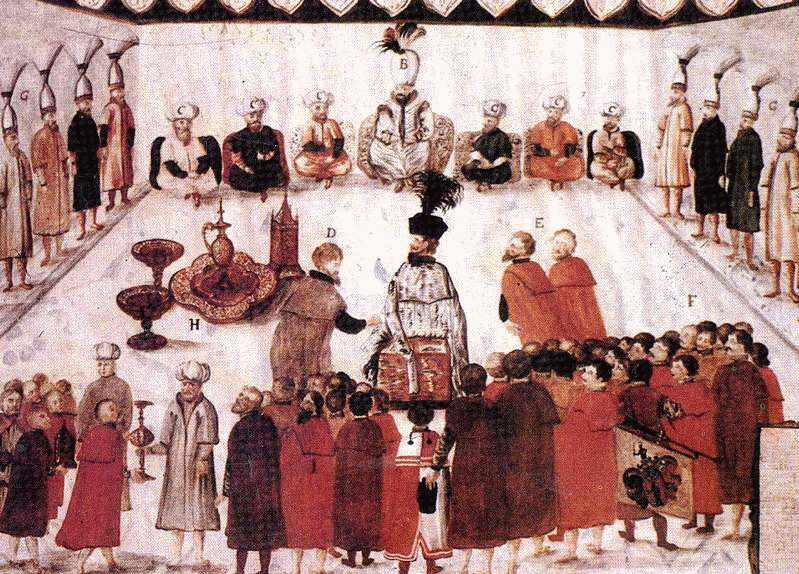
Будинский паша принимает посланника султана.

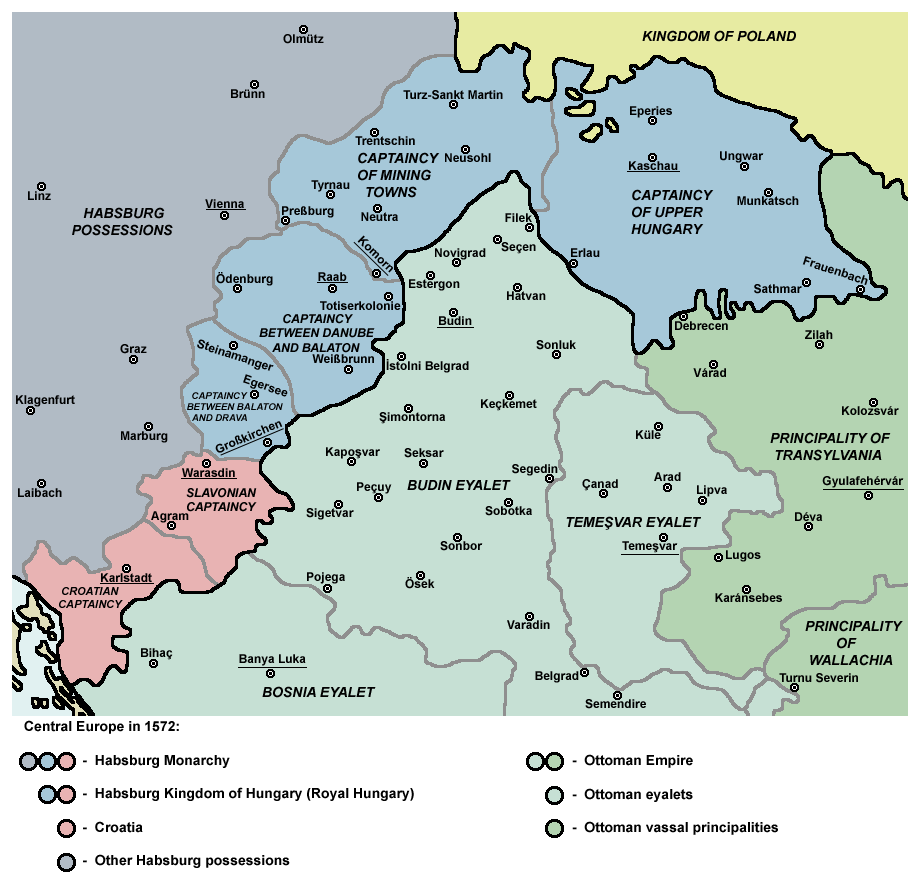

Пашалык или Вилайят Буда, известный также как Будинский вилайят, — первый и главнейший из административных субъектов, созданных Османской империей на территории завоёванного Венгерского королевства. Центром вилайета был город Буда.

## История
После катастрофической для венгров битвы при Мохаче в 1526 году, османы начали завоёвывать землю ослабевшего королевства. После ряда вторжений, в 1541 году они захватили Буду и Пешт, и создали одноимённый вилайят. В последующие годы, область управления вилайята расширилась, когда были заняты города Секешфехервар, Сегед, Печ, Тимишоара и другие.
В 1552 году, Вилайят состоял из санджаков Буда, Семендире, Изворник, Вульчетрин, Пожега, Мохач, Истольни Белград, Сегедин, Сирем, Видин, Аладжахисар, Тамишвар, Печуй, Эстергон, Хатван, Фюлек, Сечен, Сонлук, Чанад, Стурово, Бечкерек, Сиклос, Секчай, Ноград, Песпирим и Гюрюзгал.
Вследствие военных неудач, османам пришлось оставить Венгрию — в 1682 году, Буда была взята войсками Священной лиги[уточнить].

## Население
Сельское население в основном состояло из венгров, хорватов, сербов и словаков. Мусульмане различных национальностей и евреи в основном жили в городах.